# 치광푸
치광푸(중국어 간체자: 齐广璞, 정체자: 齊廣璞, 병음: Qí Guǎngpú, 한자음: 제광박, 1990년 10월 20일~)는 중화인민공화국의 프리스타일 스키 선수로 주 종목은 에어리얼이다. 올림픽에 4회 참가하였으며, 4번째 올림픽인 2022년 동계 올림픽에서 에어리얼 남자 종목 금메달을 획득했다.